# Buch bei Märwil
Buch bei Märwil ist eine Ortschaft und war von 1803 bis 1995 eine Ortsgemeinde im Schweizer Kanton Thurgau. Sie hiess bis 1953 Buch bei Affeltrangen und war Teil der Munizipalgemeinde Affeltrangen. Mit der thurgauischen Gemeindereform fusionierte Buch bei Märwil zusammen mit den seit langem unter dem Dach der Munizipalgemeinde zusammengefassten Ortsgemeinden Affeltrangen, Märwil und Zezikon 1995 zur neuen politischen Gemeinde Affeltrangen.

## Geographie
Buch bei Märwil liegt abseits der Landstrasse. Die Ortsgemeinde umfasste das Bauerndorf Buch bei Märwil sowie Azenwilen und Bohl.

## Geschichte

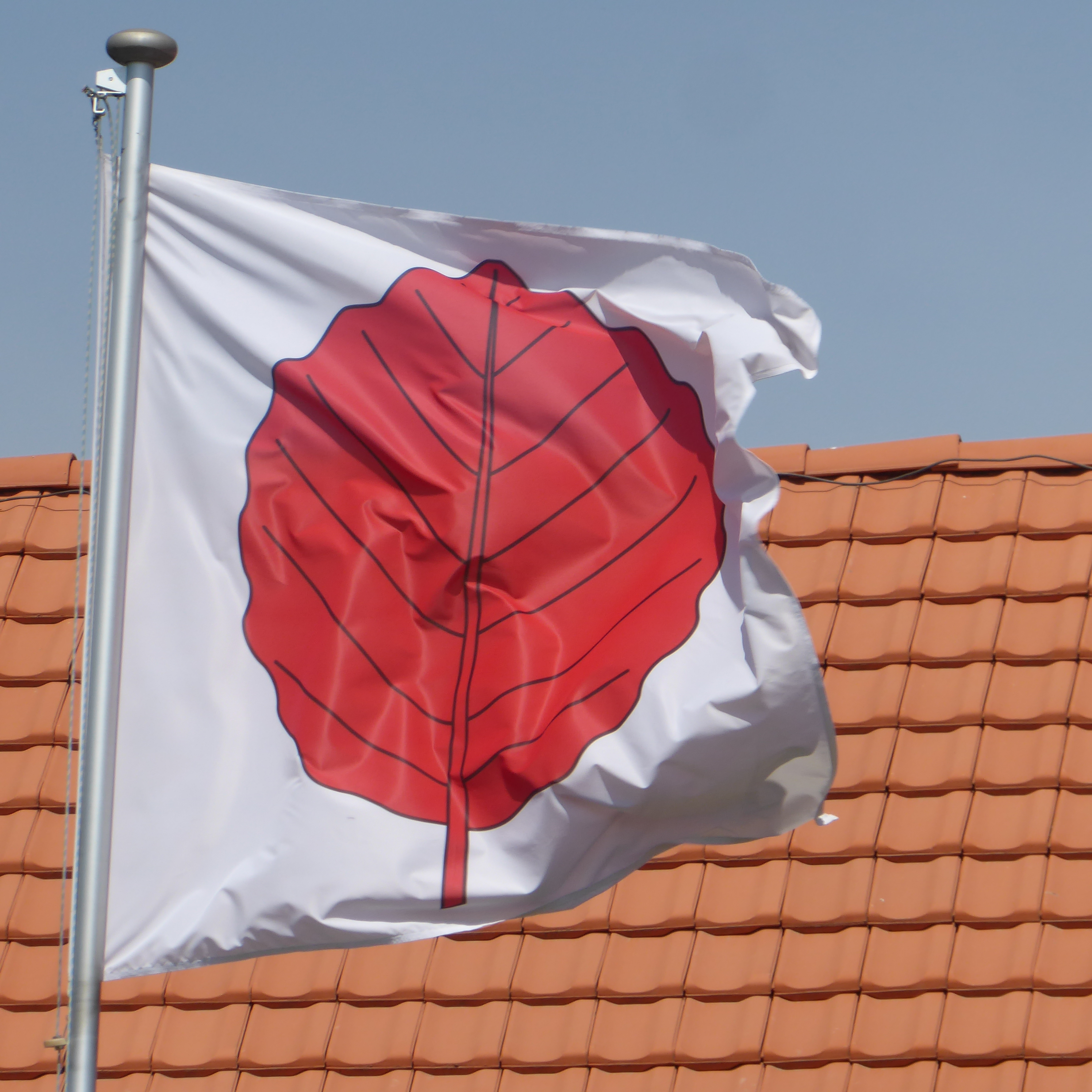
Fahne mit dem Wappen der früheren Gemeinde Buch bei Märwil

Die Siedlung wurde 1228 erstmals als Buch urkundlich erwähnt. Buch bei Märwil erscheint 1228 im Besitz der Toggenburger. Im 15. Jahrhundert erwarb die Komturei Tobel Güter, 1455 z. B. das «grosse Lehen», das in mehrere Bauerngüter aufgeteilt wurde. Buch bei Märwil blieb bis 1798 unter Tobels Gerichtsherrschaft. Bis 1819 bildete Buch bei Märwil mit Märwil die sogenannte Hauptgemeinde Märwil, die für Bürgerrecht, Löschwesen und Beamte zuständig war. Die Güter blieben jedoch getrennt.
Kirchlich gehören die verschiedenen Ortsteile seit der Reformation 1529 zu Reformiert-Affeltrangen und Katholisch-Affeltrangen (bis 1934), Reformiert- und Katholisch-Bussnang, Reformiert-Märwil und Katholisch-Tobel (ab 1934).
Ursprünglich erfolgte der Getreidebau in drei Zelgen. Im 19. Jahrhundert erfolgte der Übergang zum Feldgrasbau.

## Bevölkerung

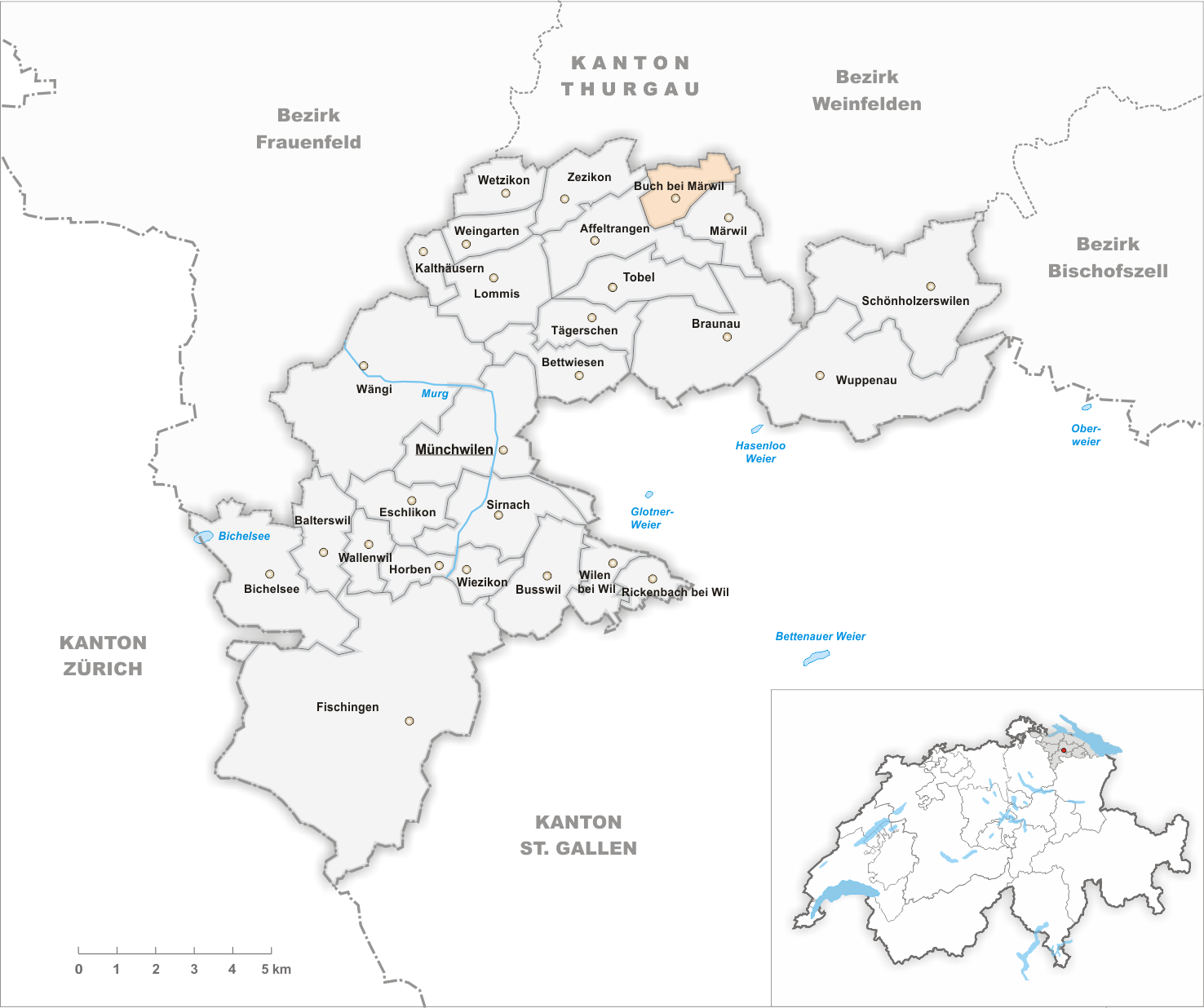
Gemeindestand vor der Fusion im Jahr 1995

| Bevölkerungsentwicklung von Buch bei Märwil | Bevölkerungsentwicklung von Buch bei Märwil | Bevölkerungsentwicklung von Buch bei Märwil | Bevölkerungsentwicklung von Buch bei Märwil | Bevölkerungsentwicklung von Buch bei Märwil | Bevölkerungsentwicklung von Buch bei Märwil | Bevölkerungsentwicklung von Buch bei Märwil | Bevölkerungsentwicklung von Buch bei Märwil | Bevölkerungsentwicklung von Buch bei Märwil | Bevölkerungsentwicklung von Buch bei Märwil |
| Jahr                                        | 1850                                        | 1900                                        | 1910                                        | 1950                                        | 1990                                        | 2000                                        | 2010                                        | 2018                                        | 2023                                        |
| ------------------------------------------- | ------------------------------------------- | ------------------------------------------- | ------------------------------------------- | ------------------------------------------- | ------------------------------------------- | ------------------------------------------- | ------------------------------------------- | ------------------------------------------- | ------------------------------------------- |
| Ortsgemeinde                                | 245                                         | 160                                         | 152                                         | 221                                         | 140                                         |                                             |                                             |                                             |                                             |
| Ortschaft                                   |                                             |                                             |                                             |                                             |                                             | 85                                          | 93                                          | 118 Anm.                                    | 122 Anm.                                    |
| Quelle                                      | [ 4 ]                                       | [ 4 ]                                       | [ 4 ]                                       | [ 4 ]                                       | [ 4 ]                                       | [ 5 ]                                       | [ 6 ]                                       | [ 3 ]                                       | [ 7 ]                                       |

|  |